# N Lima Aek Nabara
N Lima Aek Nabara is een bestuurslaag in het regentschap Labuhan Batu van de provincie Noord-Sumatra, Indonesië. N Lima Aek Nabara telt 259 inwoners (volkstelling 2010).